# Sultanaat van Delhi
Het sultanaat van Delhi was een Middeleeuwse staat op het Indisch Subcontinent, met als centrum de stad Delhi. Het sultanaat ontstond door invallen van islamitische Turks-Perzische stammen in het noorden van India in de 12e eeuw. Dankzij goed georganiseerde, te paard vechtende eenheden hadden ze een militair overwicht op de Rajputstaten die ze omver wierpen. In het kielzog van hun plundertochten richtten ze machtscentra op in de Indus-Gangesvlakte, van waaruit plunder- en veroveringstochten dieper in India, richting de Dekan en het zuiden, werden georganiseerd. De sultans van Delhi lieten echter ook de civiele en militaire infrastructuur verbeteren en hervormden het bestuur. Dankzij hun militaire successen werd het noorden van India bovendien de slachting door de Mongolen bespaard, die in Centraal-Azië en het Midden-Oosten huishielden. De grotendeels hindoeïstische bevolking werd niet gedwongen zich te bekeren, maar in de loop der eeuwen ontstond desondanks een aanzienlijke minderheid van moslims.
Het sultanaat werd in 1206 opgericht door Qutb-ud-din Aybak. De eerste sultans en bestuurders waren mammelukken, slaaf-soldaten die uit hun midden een leider kozen. In de 14e eeuw werd de positie van de vorst onaantastbaarder. Onder de ambitieuze sultan Muhammad bin Tughluq werd vrijwel het hele Indisch Schiereiland veroverd, maar deze veroveringen bleken onhoudbaar. De plundering van Delhi door Timoer Lenk in 1398 maakte de sultan een vazal van de Timoeriden en beperkte zijn gebied sterk. Over het gehele Subcontinent ontstonden door Turks-Perzische sultans bestuurde opvolgerstaten, waarvan het Bahmanidenrijk het belangrijkste was. In de 16e eeuw was er een opleving tijdens de Lodidynastie, waaronder Delhi weer een regionale grootmacht werd. In 1526 werd het sultanaat echter veroverd door de Mogols, die het toevoegden aan hun rijk.

## Achtergrond

### Islamitische verovering van India
De eerste inval van moslims in Voor-Indië ("India") was een expeditie van Arabieren geleid door Muhammad bin Qasim in 722. De inval resulteerde in de stichting van islamitische dynastieën in Sindh en het zuiden van de Punjab. Deze raakten al snel onafhankelijk van het kalifaat. Het duurde tot de 11e eeuw voor islamitische invallers opnieuw India bedreigden, ditmaal vanuit Centraal-Azië.

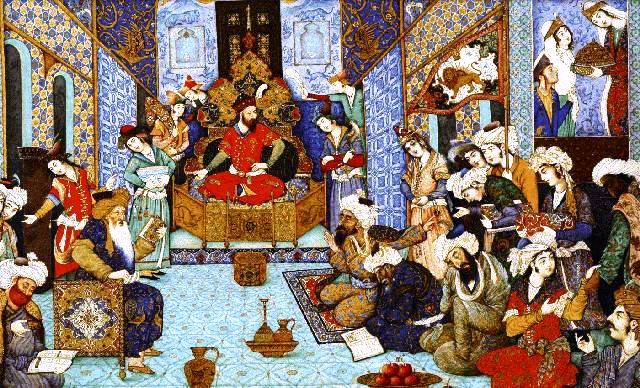
Sultan Mahmud van Ghazni (971 - 1030) met zijn hofhouding. Hoewel de Ghaznaviden en Ghowriden zelf van Turkse afkomst waren, namen ze de gewoontes en gebruiken aan hun hof grotendeels over van hun Perzische voorgangers.

Centraal-Azië is een gebied ter grootte van Europa, dat bestaat uit steppes, woestijnen en gebergtes. In de loop van de wereldgeschiedenis is het gebied een bron van strijdlustige nomadische invallers geweest, die de sedentaire beschavingen van Eurazië bedreigden. De rivier de Jaxartes vormde eeuwenlang de noordoostelijke grens tussen de Arabisch-Perzische beschaving en het woeste gebied van Centraal-Azië. Zolang de Abbasidische kaliefen deze grens goed bewaakten, bloeide de Arabisch-Perzische beschaving. In de 9e eeuw was het centraal gezag van de kalief echter tanende. Aan de randen van het Abbasidische rijk, in Perzië, Afghanistan en Transoxanië, maakten lokale machthebbers zich los. Onder hen waren de Samaniden, die de Perzische cultuur deden opbloeien in Transoxanië en Afghanistan. In de 10e eeuw werden sommige van de nomadisch-Turkse volkeren van de steppes bekeerd tot de orthodoxe, soennitische islam. Veel van deze Turkse bekeerlingen vestigden zich binnen de grenzen van het rijk en traden in dienst van de machthebbers daar, soms onvrijwillig, als slaaf, soms als huurling. Uiteindelijk werden de Perzische Samaniden verdreven door hun Turkse huurlingen, die de dynastieën van de Ghaznaviden en Ghowriden stichtten. Hoewel deze de Perzen maar decadent en gevoelig voor ketterij (sjiisme, ismailisme) vonden, namen ze veel van hun cultuur, kunst en literatuur over. Perzisch was de taal van de elite, vergelijkbaar met Frans in het Europa van de 18e eeuw.
De eerste Turkse leider die vanuit Afghanistan dieper in Voor-Indië doordrong was Mahmud van Ghazni. India was voor hem vooral een makkelijk doelwit voor rooftochten. Ten eerste was het gebied versnipperd onder talloze lokale heersers en rijkjes, zodat er geen grootschalig opgezette verdediging tegen invallen van buitenaf bestond. Er was onder de inwoners ook geen spoor van nationaal bewustzijn dat hier verandering in kon brengen. Daarnaast waren de inwoners van Voor-Indië in de ogen van de Ghaznaviden heidenen. Het plunderen van de rijkdommen van tempels bracht daarom niet alleen buit, maar ook de zege van de kalief. Muhmad van Ghazni's bekendste wapenfeit was de plundering van de tempel van Somnath (in Gujarat) in 1024. De rijke buit werd naar zijn hoofdstad Ghazni versleept, waar hij er schitterende paleizen en moskeeën mee liet bouwen. Enorme aantallen gevangengenomen slaven werden verkocht.
Mahmud van Ghazni was voornamelijk uit op buit, niet op inlijving van delen van India bij zijn rijk. In zijn kielzog vestigden de invallers zich wel in het noorden van de Punjab, maar pas een eeuw later kwam er een islamitische leider die een groter deel van India in zijn rijk incorporeerde, Muhammad Ghowri. In 1193 versloeg deze een confederatie van Rajputs tijdens de Tweede Slag bij Tarain, waarna Delhi en Ajmer in zijn handen vielen. Daarna reikten de plunder- en veroveringstochten van Muhammad Ghowri's generaals tot in Gujarat en Bengalen. Na Ghowri's dood stichtte een van die generaals, de mammeluk Qutb-ud-din Aybak, het sultanaat van Delhi.

### Slaaf-soldaten
De mammelukken, slaaf-soldaten, waren in de 10e eeuw een nieuw verschijnsel in de islamitische wereld. Deze slaven vormden een nieuwe klasse van gedisciplineerde soldaten, die in Centraal- en Zuid-Azië een belangrijke rol gingen spelen. Ze waren meestal van Turkse komaf; sommigen kwamen ook uit Oost-Afrika. De meesten waren als kind aan een veldheer of sultan verkocht, omdat hun familie geen middelen had ze te onderhouden. Ze werden bekeerd tot de islam en opgeleid als soldaat of bestuurder.
In het moderne bewustzijn wordt slavernij vooral met uitbuiting geassocieerd, en de notie van slaven die sultans konden worden kan enigszins verwonderen. Ook in de Middeleeuwen golden slaven in de meeste beschavingen als laagste sociale klasse, waarop werd neergekeken. Een dergelijk onderscheid was in de islamitische wereld echter vreemd. In de Turks-islamitische legers die Hindoestan plunderden en veroverden gold elke soldaat als een "ghazi", een "strijder voor het geloof". Slaven en huurlingen streden gebroederlijk zij aan zij. Komaf of sociale klasse speelden geen rol. Elke man kon op grond van persoonlijke merites een hoge positie verwerven in het leger of de bestuurlijke administratie. Mahmud van Ghazni's vader was bijvoorbeeld zelf een slaaf geweest, en hetzelfde gold voor Qutbuddin Aibak en twee van zijn opvolgers, die samen met hun kinderen de eerste dynastie van het sultanaat van Delhi vormden.

### Redenen voor succes
Het gemak waarmee de Turks-islamitische invallers het noorden van Voor-Indië onder de voet liepen en daarna bleven besturen is opvallend. De politieke verdeeldheid in het gebied en militaire uitputting na eeuwen van onderlinge militaire conflicten kunnen een rol gespeeld hebben. Een belangrijkere factor lijkt de mentaliteit van de Turkse invallers te zijn geweest. Binnen het leger van Mahmud van Ghazni of Muhammad Ghowri heerste een sfeer van gelijkheid. Het vooruitzicht op rijke buit zorgde er bovendien voor dat de veroveraars een niet aflatende stroom nieuwe rekruten en huurlingen ter beschikking hadden. In de legers van Turkse of Perzische avonturiers gold vanwege de gedeelde religie een sterke gezamenlijke band en een lage dunk van de "heidense" tegenstanders, zodat de moraal hoog was.
De Indiase verdedigers, in contrast, misten een dergelijke gezamenlijke bezieling. Het kastenstelsel en het feit dat de Rajputheersers nauwelijks contact met de lagere delen van de bevolking hadden maakten in het leger een goede band onmogelijk tussen bevelhebbers en voetvolk. Militaire titels onder de Indiërs waren erfelijk en kwamen niet noodzakelijk toe aan de meest kundige aanvoerders. Bovendien was het idee van oorlogvoering op religieuze of andere ideologische gronden de Indiërs totaal vreemd. In pre-islamitisch India werd oorlog gevoerd voor buit en gebiedsuitbreiding van de ene lokale potentaat ten koste van de ander. Tegen invallers uit het verre Centraal-Azië was de kans op buit echter vrijwel niet aanwezig, omdat hun thuisland ver weg lag. In de ogen van heersers over verder gelegen staatjes was er daarom weinig reden de gebieden in de frontlinie te hulp te snellen. De Indiërs waren, kortom, niet goed in staat een gezamenlijke vuist te maken tegen de islamitische bedreiging.
Daarnaast beschikten de invallers over betere wapens en paarden dan de Indiërs. Paarden waren in Voor-Indië altijd schaars geweest. Wendbare cavalerie-eenheden en goed op elkaar ingespeelde boogschutters vormden echter de kern van de Ghaznavidische en Ghowridische legers.
Na de verovering van Centraal-Azië en Perzië door de Mongolen aan het begin van de 13e eeuw gold nog een andere reden: voor de oorspronkelijk Centraal-Aziatische invallers was de weg terug naar hun thuisland afgesloten. Ze hadden dus geen keuze dan hun nieuwe vaderland te verdedigen, en tegen de Mongolen legden ze dezelfde strijdlust en militaire kunde aan de dag als tegen de inheemse machthebbers. Op die manier behoedden ze Voor-Indië voor de ramp van geweld en vernietiging die de Mongolen elders in Eurazië brachten.
Islamitische schrijvers uit de tijd wijten de verovering van Hindoestan ook aan de mentaliteit van de bevolking. Ze beschrijven een "arrogante" en ongeïnteresseerde instelling van de Indiërs tegenover alle buitenlanders. Hindoes zagen de buitenlandse indringers waarschijnlijk als "mleccha's", kastelozen die het concept van "dharma" niet begrepen en daarom onrein en onbelangrijk waren. Dit zal een mentaliteit van onverschilligheid in de hand hebben gewerkt. Bovendien was in de hindoeïstische maatschappij de oorlogvoering en het bestuur het exclusieve terrein van de kshattriya-kaste (waaronder de Rajputs). Andere kasten werden geacht hun eigen "dharma" te vervullen en zich niet druk te maken over wie het land bestuurde. Daarom stuitten de islamitische heersers, zodra de lokale machthebbers en hun legers verslagen waren, op weinig verzet van de bevolking.

## Politieke geschiedenis

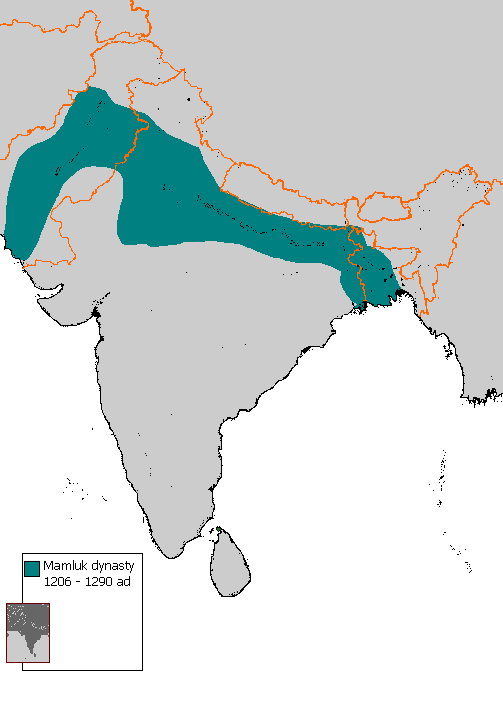
Omvang van het sultanaat onder Shamsuddin Iltutmish, rond 1230.

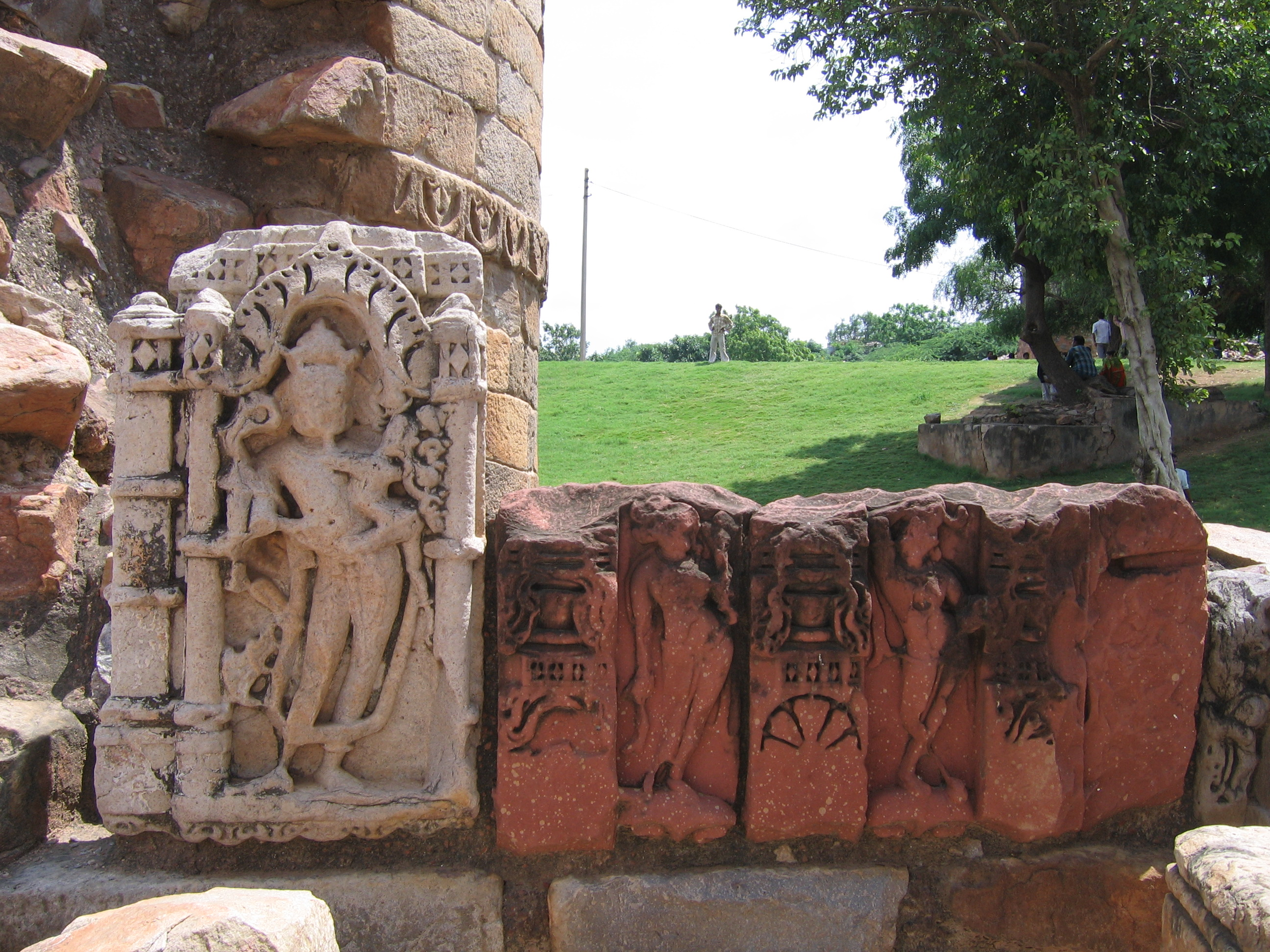
Hergebruik van fragmenten van hindoetempels in het Qutb Minarcomplex in Delhi, gebouwd onder de eerste slavensultans.

### Slavendynastie
Muhammad Ghowri nam in 1187 Lahore in, de hoofdstad van zijn laatste Ghaznavidische rivaal. De Rajputs, die zich onder Prithviraj Chauhan hadden verenigd, leden in de Tweede Slag bij Tarain (1192) een vernietigende nederlaag. Ghowri had als onderbevelhebbers een groep mammelukken in dienst, die hij als gelijken behandelde. Qutbuddin Aibak, een van die onderbevelhebbers, kon na de veldslag de stad Delhi zonder grote tegenstand innemen. Vrijwel niets stond de invallers nog in de weg om binnen enkele jaren de hele Gangesvlakte te onderwerpen.
Qutbuddin Aibak breidde het rijk van zijn meester verder uit met de verovering van Bihar en delen van Rajputana. Zijn protegé Muhammad Khilji, zelf ook een mammeluk, stootte door tot ver in Bengalen en sneuvelde uiteindelijk tijdens een mislukte expeditie naar Tibet. Khilji was berucht om de wreedheid waarmee hij de "heidenen" te lijf ging. In een paar jaar werd het Senarijk te gronde gericht, waarbij de boeddhistische leercentra en kloosters van Bengalen en Bihar werden verwoest. Het boeddhisme, dat al sinds de 6e eeuw bezig was aan een gestage teruggang in Voor-Indië, verloor daarmee zijn laatste centrum in dit deel van de wereld.
Toen Muhammad Ghowri in 1206 kinderloos stierf werd zijn rijk verdeeld over zijn mammelukse generaals, die lokaal de macht grepen. Zo ook Qutbuddin Aibak, die zich in Delhi onafhankelijk verklaarde. Het Westelijk en Centraal-Aziatische deel van het Ghowridenrijk werd ingepalmd door de Khwarazmiden, die dit overigens al snel kwijtraakten aan de Mongolen van Dzjengis Khan. Qutbuddin Aibak stierf in 1210 en na een jaar strijd kwam een andere mammeluk aan de macht, Shamsuddin Iltutmish (regeerde 1211 - 1236). Iltutmish was een bekwaam bestuurder. Hij zorgde voor verbeteringen in de administratie en breidde het rijk uit door veroveringen in Rajputana en de annexatie van Bengalen (waar Muhammad Khilji en diens opvolgers zich onafhankelijk waren gaan gedragen), Multan, Gwalior en Sindh. Tijdens zijn regering verschenen de Mongolen voor het eerst aan de noordwestelijke grens van het sultanaat. Iltutmish werd opgevolgd door verschillende van zijn kinderen, waaronder uitzonderlijk genoeg zijn dochter Razia Sultan (1236 - 1240). Zij deed in krijgslust en bestuurlijke kunde niet onder voor haar broers, maar de idee van een vrouwelijke sultan stuitte op hevig verzet van de elite.
Ghiyasuddin Balban (1266 - 1287), de derde mammeluk die sultan werd, maakte de positie van de sultan, die tot dan toe een soort leider van op gelijke voet staande strijders was, onaantastbaarder. Na zijn dood werd hij opgevolgd door zijn kleinzoon Muizuddin Qaiqabad, terwijl zijn zoon Nasiruddin Bughra Khan Bengalen opeiste. Qaiqabad werd al in 1290 vermoord, wat de weg naar de troon vrijmaakte voor de machtige vizier, Jalaluddin Firuz Khalji.

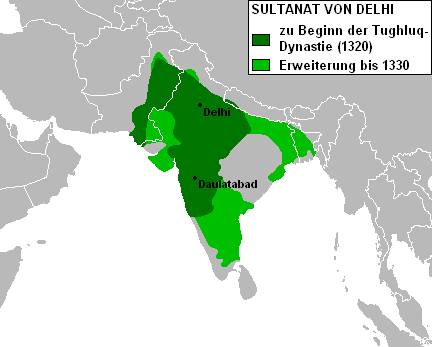
Het sultanaat tijdens de Tughlaqdynastie, 1320-1330

### Verovering van het zuiden
In de 13e eeuw was de macht van het sultanaat beperkt gebleven tot het noorden van Voor-Indië. Bengalen was slechts onregelmatig onder bestuur van Delhi geweest, en ten zuiden van het sultanaat bleven de Rajputs succesvol weerstand bieden. Tegelijkertijd vormden de Mongolen van het Kanaat van Chagatai, die delen van het noordwesten en de Punjab hadden bezet, een continue bedreiging.
Deze situatie veranderde onder de Khaljidynastie. De neef en rechterhand van de nieuwe sultan, Alauddin Khalji, was verantwoordelijk voor de grote veroveringen die volgden. In 1296 ruimde hij zijn oom uit de weg om zelf sultan te worden. Hij liet zich de "tweede Alexander" noemen, en zijn verdere veroveringen waren inderdaad opmerkelijk. In enkele decennia werd het grootste deel van het Indisch Schiereiland onderworpen. De militaire successen begonnen met de verovering van Devagiri, de hoofdstad van de Yadavadynastie in de Dekan. Gujarat volgde in 1298, en daarna de Rajputforten van Ranthambor en Chitor. In 1305 voegde de sultan ook Malwa toe aan zijn rijk. Het doel van de veroveringen was vooral het vergaren van buit, maar men deed ook pogingen het gebied bij het rijk in te lijven. In de veroverde gebieden bleef de onderworpen heerser aan de macht, maar deze moest voortaan belasting aan de sultan betalen. Soms werd ook een garnizoen soldaten achtergelaten om toe te zien op verdere betalingen.
Alauddin Khalji ondernam enkele bestuurlijke hervormingen om het centrale gezag te versterken. Om zelfverrijking door plaatselijke beambten tegen te gaan moest belasting voortaan direct aan de sultan worden overgemaakt. Belastingen hadden ten doel de middenklasse (zowel moslims als hindoes) arm te houden, omdat de sultan dacht dat rijkdom tot opstanden zou leiden. De armen werden juist ontzien. Alauddin Khalji deed zelfs pogingen de prijs van voedsel kunstmatig laag te houden. Ook bij de verdediging van zijn rijk was Alauddin Khalji een succesvolle sultan. Hij wist aanvallen van de Mongolen onder Qutlugh Khwaja af te slaan in 1299, 1304 en 1307. In wreedheid deed de sultan niet onder voor zijn tegenstanders: duizenden Mongoolse krijgsgevangenen werden verpletterd door olifanten tijdens massa-executies in Delhi.
Toen het centrale deel van het Indisch Schiereiland stevig in handen van de sultan was, richtte hij zijn blik op het zuiden. Zijn generaal Malik Kafur, een bekeerde hindoeslaaf, veroverde in 1309 Warangal, de hoofdstad van het Kakatiyarijk. Onder de enorme oorlogsbuit die terug naar Delhi gevoerd werd was de bekende diamant Koh-i-Noor. Verder naar het zuiden lagen de rijken van de Hoysala's en Pandya's, die onderling in oorlog waren. In 1310 nam Malik Kafur bij verrassing Dvarasamudra, de hoofdstad van de Hoysala's in. De Hoysalakoning, Veera Ballala III, was gedwongen de oorlog met de Pandya's af te breken en stemde toe evenals de Kakatiya's en Yadava's schatting aan Delhi te betalen. Daarop viel Malik Kafur de Pandya's aan. De grote tempels van Tiruchirapalli en Thanjavur werden geplunderd en in Madurai, de hoofdstad van de Pandya's, werd een marionet aangesteld en een garnizoen gevestigd. Opnieuw keerde Malik Kafur beladen met buit terug naar Delhi.
Sultan Alauddin Khalji stierf in 1316, waarna twee van zijn zoons kortstondig op de troon zaten. De laatste werd vermoord door een andere bekeerde generaal, Khusrau Khan. Deze usurpator was zeer impopulair en werd binnen een jaar verjaagd door Giyathuddin Tughluq (1320-1325), de stichter van de Tughluqdynastie. Tijdens zijn regering werden militaire campagnes tegen Warangal en Bengalen ondernomen, gebieden die na de dood van Alauddin Tughluq geen belasting meer betaald hadden. In 1325 werd de sultan vermoord en opgevolgd door zijn zoon Muhammad Tughluq (1325-1351).

### Bestuurlijke experimenten onder de Tughluqs
Muhammad bin Tughluq was op staatkundig vlak een van de belangrijkste sultans. Hoewel zijn vernieuwingen en ingrepen desastreus uitpakten waren ze uniek en opvallend. Tughluqs acties getuigen van een grootse visie: heel India verenigen onder een heerser. Om dit reusachtige gebied te kunnen beheersen moest hij als een meedogenloos despoot optreden. Hij vergrootte het leger en voerde een nieuw geldstelsel, belastingen en staatshervormingen in. Een van zijn eerste ingrijpende beslissingen was de hoofdstad te verplaatsen naar de Dekan en de elite van Delhi te dwingen mee te verhuizen. Vanaf 1327 fungeerde Devagiri, dat door Tughluq hernoemd werd tot Daulatabad, als hoofdstad. Ongetwijfeld was het verplaatsen van de hoofdstad naar het zuiden onderdeel van zijn plan om het zuiden van India steviger cultureel en politiek in het sultanaat te verankeren. Na een aantal jaar was echter duidelijk dat vanuit Daulatabad het oosten en noordwesten van het rijk niet effectief bestuurd konden worden. De sultan was gedwongen zijn beslissing weer terug te draaien en de immigranten toestemming te verlenen terug naar Delhi te trekken. In dezelfde periode leidde Tughluq een mislukte veroveringstocht in het noordwesten, wellicht naar Kashmir (1329).
Muhammad bin Tughluqs tweede grote mislukking was de invoering van koperen munten, waarbij hij voor de waarde garant stond. Hoewel het concept van fiduciair geld, geld gemaakt van materiaal onder de intrinsieke waarde, wijdverspreider is in de Moderne Tijd, was het geenszins uniek in het Azië van de Middeleeuwen: onder de Song en Yuan was in China al papiergeld in omloop. Tughluqs politiek liep echter uit op een financiële catastrofe, voornamelijk omdat zijn koperen munten zeer makkelijk na te maken waren. Uiteindelijk was de sultan gedwongen alle koperen munten tegen enorm verlies uit de circulatie te halen. De inflatie steeg als gevolg tot ongekende hoogte, wat de handel verlamde.
Door Tughluqs maatregels raakte de staat bankroet en hijzelf impopulair. In 1337 kwam het tot grootschalige opstanden op het platteland, waar de boeren weigerden de steeds hogere belastingen te betalen. Dit leidde op zijn beurt tot hongersnood in Delhi, die aangewakkerd werd door aanhoudende droogtes. Gedurende het tweede deel van Tughluqs regering maakten de provincies aan de randen van het rijk, waar de troepen geen soldij meer ontvingen, zich bovendien los van het centrale gezag. Een voor een verklaarden provinciale bevelhebbers in Madurai, Bengalen en de Dekan zich onafhankelijk. In de Dekan splitste het Bahmanidenrijk zich in 1345 van Delhi af.
De directe opvolger van Muhammad bin Tughluq, zijn neef Firuz Shah Tughluq (regeerde 1351 - 1388) wordt door historici verschillend geduid. Hoewel zijn politieke ambitie veel minder groot was dan die van zijn voorganger, was zijn politiek uiteindelijk wellicht wijzer. Firuz Shah deed geen pogingen het verloren gegane terrein in de Dekan of het zuiden te heroveren. In plaats daarvan consolideerde hij zijn gezag in een kleiner kerngebied, bestaande uit Hindoestan, de Punjab, Gujarat en Malwa. Wel ondernam hij pogingen Bengalen weer te onderwerpen, maar deze veldtochten slaagden niet. Firuz Shah Tughluq liet echter moskeeën bouwen en versterkingen en kanalen aanleggen om de irrigatie te verbeteren. De economie herstelde weer en Firuz Shahs lange regering was een relatief vredige periode. Na zijn dood volgde een strijd tussen twee van zijn zoons, die elkaar bevochten. Het centraal gezag viel weg en de gouverneurs van de provincies werden de facto onafhankelijk.

### Timoer Lenk

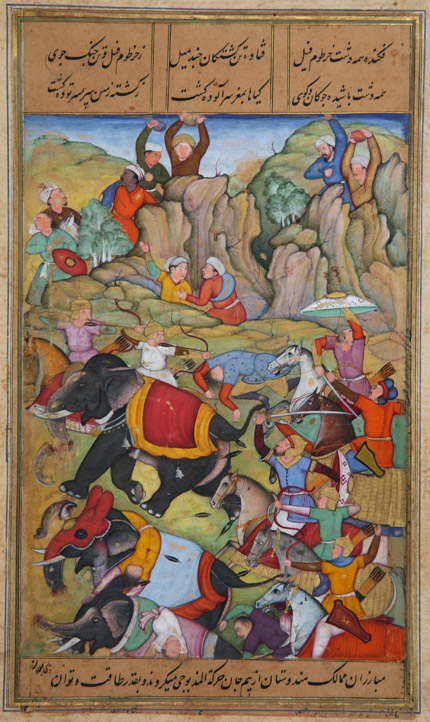
Timoer Lenk verslaat de sultan van Delhi, Nasir Al-Din Mahmum Tughluq, in de winter van 1397-1398. Miniatuur in opdracht van keizer Akbar rond 1595, Mogolstijl.

Slechts tien jaar na de dood van Firuz Shah Tughluq kwam een einde aan de eerste bloeiperiode van het sultanaat. Opnieuw kwam het gevaar uit Centraal-Azië, ditmaal in de vorm van de Turks-Mongoolse veroveraar Timoer Lenk. In 1398 namen zijn troepen Delhi in. Drie dagen lang werd de stad geplunderd en het hindoeïstische bevolkingsdeel uitgemoord. Zelfs Timoer zelf, bekend om zijn meedogenloosheid, vond het geweld dat zijn Turkse soldaten in Delhi aanrichtten buitensporig.
Nadat Timoer uit India vertrokken was bleef Delhi een tijd lang onbewoond, en hield het sultanaat in feite op te bestaan. Drie nieuwe sultanaten verklaarden zich onafhankelijk: Gujarat, Malwa en Jaunpur. De Punjab en het gebied rond Delhi bleven in handen van Timoer en zijn opvolgers.

### Sayyiden en Lodi's
In 1414 vestigde Khizr Khan, Timoers gouverneur in Multan, zich in Delhi. Hoewel hij Timoer, en na diens dood in 1405 zijn opvolger Shahrukh, erkende als opperheer, wordt hij beschouwd als de stichter van de Sayyidendynastie. Zijn opvolgers wisten zich langzaam de macht van de Timoeriden af te schudden en noemden zich weer sultan van Delhi. Ze regeerden echter slechts een klein gebied in de directe omgeving van Delhi, niet veel groter dan de doab tussen de Ganges en Yamuna.

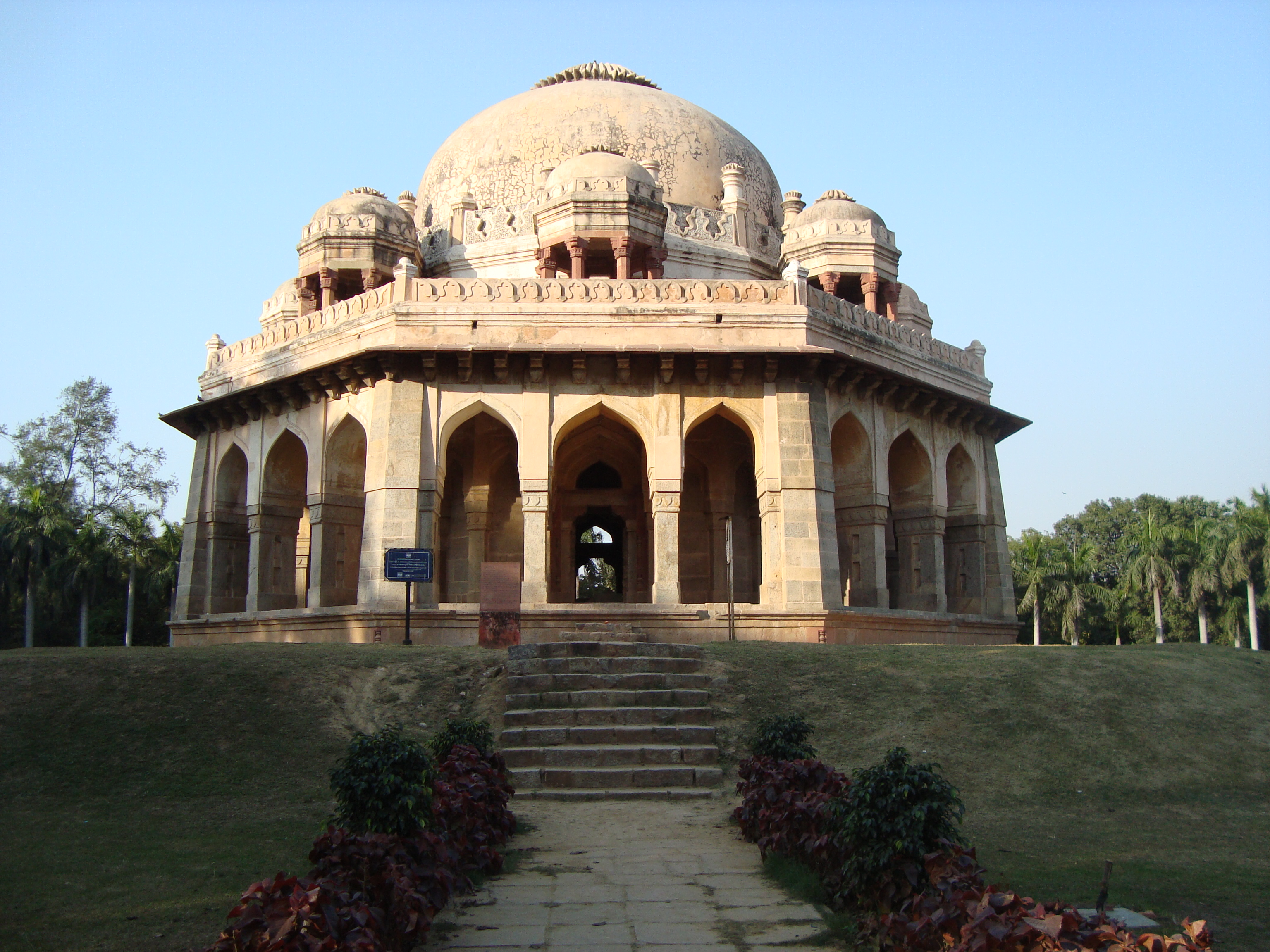
De tombe van sultan Muhammad Shah IV (1434–1445) in Lodi Bagh, Delhi.

In 1451 kwam een einde aan de Sayyidendynastie, toen de machtige generaal Bahlul Khan Lodi de macht greep. De Lodi's waren een van oorsprong Afghaanse stam, waarvan diverse leden hoge functies onder eerdere sultans hadden bekleed. Onder de Lodidynastie werd Delhi weer een regionale grootmacht. In 1479 onderwierp Bahlul Khan Lodi het sultanaat van Jaunpur. Onder zijn zoon en opvolger Sikandar Lodi (1489-1517) werd Gwalior onderworpen en een nieuwe hoofdstad gesticht: Agra (1503). Ook veroverde deze sultan Bihar in het oosten. Sikandar Lodi was intolerant tegen zijn hindoeïstische onderdanen en liet diverse tempels afbreken.
Zijn zoon Ibrahim Lodi (1517-1526) probeerde zonder succes de macht van de edelen te breken en maakte zich daarmee impopulair. De edelen nodigden de heerser van Kabul, een krijgsheer die van Timoer afstamde, uit India binnen te vallen. De naam van deze veroveraar was Zahiruddin Muhammad Babur. Babur maakte gebruik van nieuwe tactieken, zoals de inzet van kanonnen en musketten. In de slag bij Panipat (1526) werd Ibrahim Lodi's leger verslagen en sneuvelde de sultan zelf. Babur nam daarop Agra en Delhi in, maar in plaats van sultan liet hij zich "padishah" noemen, opperheer. Dit wordt algemeen gezien als het einde van het sultanaat van Delhi en het begin van het Mogolrijk.

### Mogols en Suriden
De Lodi's en andere Afghaanse edelen bleven zich echter nog enkele decennia tegen de Mogols verzetten. Ze schuwden daarbij niet een verbond te sluiten met hun traditionele aartsvijanden, de Rajputs. Babur wist zijn tegenstanders in 1527 en 1529 opnieuw te verslaan en te dwingen hem als opperheer te erkennen, maar na Baburs onverwachtse dood in 1530 kwamen de pas onderworpen edelen weer in opstand tegen zijn zoon Humayun. De bekwaamste onder deze opstandelingen was Sher Shah Suri, oorspronkelijk gouverneur van Bihar. Deze wist Bengalen te onderwerpen en in 1540 versloeg hij Humayun om Agra, Delhi en Lahore in te nemen. Op die manier werd het sultanaat voor korte tijd hersteld tijdens de Suridynastie.
Net als de Lodi's waren de Suri's van oorsprong uit Afghanistan afkomstige edelen, die de Mogols als ongewenste nieuwkomers beschouwden. Sher Shah was een bekwaam bestuurder. Hij hervormde het bestuur, het leger, de muntslag en het belastingstelsel. Ook liet hij wegen en forten aanleggen. Sher Shah kwam echter om bij een explosie in een buskruitmagazijn in 1545, waarna hij opgevolgd werd door zijn zoon Islam Shah Suri (1545-1554). De opvolgers van Sher Shah waren minder bekwame bestuurders, en na de dood van Islam Shah in 1554 vochten verschillende leden van de familie om de troon.
Humayun had ondertussen een opmerkelijke comeback gemaakt. Als vluchteling had hij onderdak gevonden aan het hof van de shah van Perzië, die hem van een nieuw leger had voorzien. Hij had Kabul weten te heroveren, en toen de Suri's elkaar bevochten zag hij zijn kans schoon. In 1555 wist hij de Suri's te verslaan en Delhi in te nemen. Aan het begin van de regeerperiode van zijn zoon en opvolger Akbar (1556-1605) werden de overgebleven Afghaanse verzetshaarden tegen de Mogols een voor een onderworpen. Het latere succes van het Mogolrijk was echter deels te danken aan de bestuurlijke hervormingen van de Lodi's en Suri's.

## Maatschappij

### De rol van religie in het sultanaat
De Turks-islamitische invallers van het noorden van Voor-Indië noemden het gebied dat ze in handen kregen "Hindoestan". De cultuur en religie van de bevolking (merendeels hindoe) moet op de invallers bijzonder exotisch zijn overgekomen, en op vergelijkbare wijze waren hun eigen cultuur en religie compleet vreemd voor hun nieuwe onderdanen. Er was echter niet alleen sprake van een gapend verschil in religie en cultuur, maar van een botsing tussen twee verschillende systemen om een maatschappij in te richten. De sultans van Delhi hadden de hindoeïstische Rajput-elite verdreven en brachten daarvoor in de plaats een bestuur gestoeld op de waarden van een vreemde, nieuwe religie. Uiteraard zorgde deze botsing tussen twee maatschappelijke ordes voor de nodige wrevel, maar de islam verdween niet meer van het toneel. Hindoes en moslims leerden gaandeweg naast elkaar te leven in twee parallelle maatschappelijke systemen.
De islamitische heersers deden weinig pogingen om de bevolking massaal tot de islam te bekeren. Hoewel de plundering van tempels bij rooftochten in vijandelijk terrein een gewoonlijke zaak was, werden de nieuwe onderdanen niet massaal met het zwaard bekeerd, zoals vier eeuwen eerder in het (veel dunner bevolkte) Perzië en Centraal-Azië gebeurd was. De sultans waren slim genoeg om te begrijpen dat in het dichtbevolkte Voor-Indië een dergelijke politiek op grote weerstand en problemen zou stuiten. In plaats daarvan behandelde men de "heidense" onderdanen als "dhimmi's". Dit zijn in de islamitische wereld ongelovigen die vrij hun religie mogen uitoefenen, maar een extra belasting moeten betalen (de "jizya"). Oorspronkelijk kregen alleen christenen en joden (de zogenaamde "mensen van het Boek") deze uitzonderingspositie, maar nood lijkt wet te hebben gebroken. De sultans stonden hindoes toe hun religie uit te oefenen, zelfs vlak onder hun neus in Delhi. Voor de sultan was de jizya een welkome extra bron van inkomsten. Er zijn zelfs gevallen bekend waarin de sultan verdere bekering van zijn onderdanen probeerde tegen te houden, omdat dit minder belastinginkomsten zou betekenen.
Uiteraard waren er enkele uitzonderingen. Sultan Firuz Shah Tughluq (1351 - 1388) bijvoorbeeld probeerde zijn hindoeïstische onderdanen te bewegen zich tot de islam te bekeren. Sultan Sikandar Lodi (1489 - 1517) ging verder en voerde een actieve politiek van vernietiging van tempels, om er moskeeën voor in de plaats te bouwen.
De botsing tussen de twee politiek-religieuze systemen leidde niet alleen tot wrevel en sociale spanningen. Er was ook sprake van wederzijdse nieuwsgierigheid en culturele uitwisseling. Uit het werk van de 11e-eeuwse reiziger Al-Biruni, die een lijvig verslag over het land en zijn cultuur schreef (Kitab al-Hind), spreekt een levendige interesse in de Indische cultuur en gewoonten. Leden van de soefistische Chishtisekte beschreven en becommentarieerden hindoeïstische filosofische concepten. Indische geleerden toonden anderzijds ook interesse in de door de islamitische heersers meegebrachte kennis en cultuur.

### Bestuur en elite
De sultans van Delhi bestuurden hun rijk door middel van iqta's, vergunningen aan een lokale bestuurder (een "iqtadar") om belasting te heffen waarmee hij zijn soldaten kon onderhouden. De iqtadar was namelijk direct ook een lokale commandant ("muqti"), die door de sultan op elk moment opgeroepen kon worden voor diens militaire campagnes. Dit op dorpsniveau berustende systeem van bestuur werd door de Ghaznaviden al geïntroduceerd in het deel van de Punjab en Sindh dat ze controleerden, en later verder verspreid en hervormd onder mammelukkensultan Iltutmish (1211 - 1236). Het garandeerde dat een aanzienlijk deel van de sultans troepen en lokale bestuurders uit hindoes bestond, meestal Rajputs, die vrij werden gelaten in het uitoefenen van hun religie.
De elite van het sultanaat bestond uit twee groepen: de "oemara" en de "oelama". De oemara vormden een aristocratische bovenklasse: uit hun rangen kwamen de iqtadars, ministers, lokale gouverneurs en andere bestuurders die de ruggengraat van het sultanaat vormden. Zelfs de positie van sultan was niet ondenkbaar voor leden van deze bovenklasse. De oemara was in de eerste plaats echter een militaire elite, waarin de status bepaald werd door militaire rang. De edelen werden bijvoorbeeld aangesproken met titels als khan of amir. De oelama waren de intellectuele elite van theologen en geleerden. Hun voornaamste functie was het bestuur van de islamitisch-religieuze instellingen als moskeeën, khanqahs, madrassas, pelgrimsoorden en het zendelingen- en liefdadigheidswerk. Daarnaast zorgde de oelama voor de rechtspraak, die gebaseerd was op het islamitische recht (de sharia). De meeste leden van de oelama waren soennieten met een orthodoxe interpretatie van de islam.
Soefi's vormden een kleine minderheid, maar hadden een onevenredig groot aandeel in de verspreiding van de islam onder de bevolking. Twee populaire soefi-ordes in het sultanaat waren de Suhrawardi-orde en de Chishti-orde. Beide werden in het kielzog van Muhammad Ghowri in de 13e eeuw naar India gebracht: de Chishti-orde door Muinuddin Chishti (1141 - ±1230), die zich in Ajmer vestigde, de Suhrawardi-orde door Bahauddin Zakariya (±1170-1267), die Multan als verblijfplaats koos.
Oorspronkelijk was de oemara grotendeels van Turks-Afghaanse afkomst en de oelama merendeels Perzisch. Maar al halverwege de 13e eeuw, tijdens de latere Slavendynastie, was een kleine groep tot moslim bekeerde Indiërs toegetreden tot de elite. De Turkse edelen keken dan wel neer op deze nieuwelingen, maar dat nam niet weg dat hun aantal gestaag groeide. Tijdens de Tughluqdynastie werden zelfs hindoes aan de adel en zelfs persoonlijke lijfwacht van de sultan toegevoegd. De elite bleef voornamelijk uit moslims bestaan, maar in de loop der eeuwen steeg het aantal hindoes en anderen. Dit stuitte regelmatig op protest van islamitische bestuurders, die het ongepast vonden dat heidenen macht over moslims konden uitoefenen. Tegelijkertijd groeide het aantal moslims in alle lagen van de bevolking, met name in het noordwesten, de Sindh en in Bengalen. De Dekan bleef aanvankelijk vrijwel geheel hindoeïstisch. De verhuizing van de hoofdstad naar Daulatabad door Muhammad bin Tughluq pakte aanvankelijk desastreus uit, maar als gevolg ontstond ook in de Dekan een islamitische elite en raakten de islamitische cultuur en religie ook op het centrale deel van het Indisch Schiereiland verspreid.

## Lijst van sultans van Delhi
Mamlukdynastie (1206 - 1290)
- Qutb-ud-din Aybak (1206 - 1210)
- Aram Shah (1210 - 1211)
- Shams ud din Iltutmish (1211 - 1236)
- Rukn ud din Firuz (1236)
- Raziyyat ud din Sultana (1236 - 1240)
- Muiz ud din Bahram (1240 - 1242)
- Ala ud din Masud (1242 - 1246)
- Nasir ud din Mahmud (1246 - 1266)
- Ghiyas ud din Balban (1266 - 1286)
- Muiz ud din Qaiqabad (1286 - 1290)
- Kayumars (1290)

Khiljidynastie (1290 - 1321)
- Jalal ud din Firuz Khilji (1290 - 1294)
- Alauddin Khilji (1294 - 1316)
- Qutb ud din Mubarak Shah (1316 - 1321)

Tughlaqdynastie (1321 - 1398)
- Ghiyas ud din Tughluq Shah I (1321 - 1325)
- Muhammad bin Tughluq (1325 - 1351)
- Mahmud Ibn Muhammad (maart 1351)
- Firuz Shah Tughluq (1351 - 1388)
- Ghiyas ud din Tughluq II (1388 - 1389)
- Abu Baker (1389 - 1390)
- Nasir ud din Muhammad Shah III (1390 - 1393)
- Sikander Shah I ( March - April 1393)
- Mahmud Nasir ud din (Sultan Mahmud II) at Delhi (1393 - 1394)
- Nusrat Shah, Firuzabad (1394 - 1398)

Lodidynastie
- Daulat Khan (1413 - 1414)

Sayyidendynastie (1414 - 1451)
- Khidr Khan (1414 - 1421)
- Mubarrak Shah II (1421 - 1435)
- Muhammad Shah IV (1435 - 1445)
- Aladdin Alam Shah (1445 - 1451)

Lodidynastie (1451 - 1526)
- Bahlul Khan Lodi (1451-1489)
- Sikandar Lodi (1489-1517)
- Ibrahim II (1517-1526)

Mogols (1526 - 1540)
- Zahiruddin Babur, 1526-1530
- Nasiruddin Humayun, 1530-1540

Suridynastie (1540 - 1555)
- Sher Shah Suri (1540 - 1545)
- Islam Shah (1545 - 1553)
- Muhammad V (1553 - 1554)
- Firuz (1554)
- Ibrahim III (1554)
- Sikander Shah (1554 - 1555)